# دانیل دو روله
دانیل دو روله (به فرانسوی: Daniel de Roulet) رمان‌نویس قرن بیستم میلادی اهل فرانسه است.